# 三島中継局

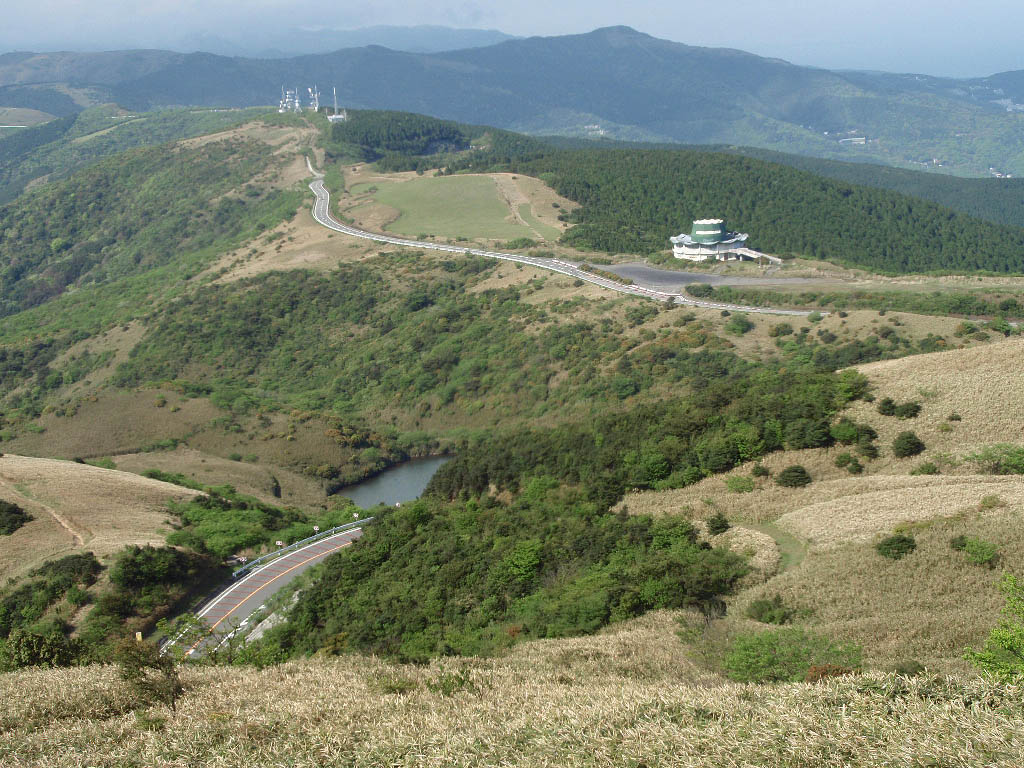
左奥が三島テレビ中継局

三島中継局（みしまちゅうけいきょく）は、静岡県熱海市と田方郡函南町にまたがる標高798メートルの玄岳（くろたけ）山頂付近に設置されているテレビ、ラジオの中継局である。
ここでは地上デジタルテレビ放送の三島テレビ中継局のアンテナ鉄塔に熱海方面向けとして併設されている熱海網代デジタルテレビ中継局、熱海市内玄岳へ送信アンテナを設置しているSBS静岡放送ラジオ三島FM補完局  、ジャパン・モバイルキャスティングの三島中継局（2016年6月30日で廃止）についても記載する。

## 所在地
- NHK・静岡放送（テレビ）：田方郡函南町畑（玄岳北方）[1][2][3][4]
- テレビ静岡・静岡朝日テレビ・静岡第一テレビ：熱海市熱海（玄岳北方）[5][6][7][8][4]
- 静岡放送（ラジオ）三島FM補完中継局：熱海市内玄岳[9]

## 三島テレビ中継局

### デジタルテレビ放送
| リモコン 番号 | 放送局名            | チャンネル 番号 | 空中線 電力 | ERP | 偏波面   | 放送対象地域 | 放送区域 内世帯数 | 運用開始日     |
| ------------- | ------------------- | --------------- | ----------- | --- | -------- | ------------ | ----------------- | -------------- |
| 1             | NHK静岡 総合        | 24              | 10W         | 91W | 水平偏波 | 静岡県       | 約197,800世帯     | 2006年12月16日 |
| 2             | NHK静岡 教育        | 16              | 10W         | 93W | 水平偏波 | 全国         | 約197,800世帯     | 2006年12月16日 |
| 4             | SDT 静岡第一テレビ  | 25              | 10W         | 79W | 水平偏波 | 静岡県       | 約197,800世帯     | 2006年12月16日 |
| 5             | SATV 静岡朝日テレビ | 23              | 10W         | 79W | 水平偏波 | 静岡県       | 約197,800世帯     | 2006年12月16日 |
| 6             | SBS 静岡放送        | 21              | 10W         | 91W | 水平偏波 | 静岡県       | 約197,800世帯     | 2006年12月16日 |
| 8             | SUT テレビ静岡      | 22              | 10W         | 78W | 水平偏波 | 静岡県       | 約197,800世帯     | 2006年12月16日 |

#### 放送エリア
- 駿東郡清水町・長泉町の全域並びに沼津市、静岡市清水区、熱海市、三島市、富士市、裾野市、伊豆の国市及び田方郡函南町の各一部[10][11]

#### 歴史
- 2006年11月22日 - 予備免許交付[10]
- 2006年12月15日 - 本免許交付[11]
- 2006年12月16日 - 本放送開始[5]

### アナログテレビ放送（廃止）
| チャンネル 番号 | 放送局名            | 空中線 電力       | ERP                  | 偏波面   | 放送対象地域 | 放送区域 内世帯数 | 運用開始日      | 放送終了日     |
| --------------- | ------------------- | ----------------- | -------------------- | -------- | ------------ | ----------------- | --------------- | -------------- |
| 51              | NHK静岡 教育        | 映像100W/ 音声25W | 映像1.3kW/ 音声330W  | 水平偏波 | 全国         | 約-世帯           | 1963年 12月30日 | 2011年 7月24日 |
| 53              | NHK静岡 総合        | 映像100W/ 音声25W | 映像1.3kW/ 音声330W  | 水平偏波 | 静岡県       | 約-世帯           | 1963年 12月30日 | 2011年 7月24日 |
| 55              | SBS 静岡放送        | 映像100W/ 音声25W | 映像1.15kW/ 音声280W | 水平偏波 | 静岡県       | 約-世帯           | 1963年 12月30日 | 2011年 7月24日 |
| 57              | SATV 静岡朝日テレビ | 映像100W/ 音声25W | 映像1.15kW/ 音声280W | 水平偏波 | 静岡県       | 約-世帯           | 1978年 10月19日 | 2011年 7月24日 |
| 59              | SUT テレビ静岡      | 映像100W/ 音声25W | 映像1.4kW/ 音声350W  | 水平偏波 | 静岡県       | 約-世帯           | 1970年 11月1日  | 2011年 7月24日 |
| 61              | SDT 静岡第一テレビ  | 映像100W/ 音声25W | 映像1.15kW/ 音声280W | 水平偏波 | 静岡県       | 約-世帯           | 1979年 8月1日   | 2011年 7月24日 |

- 全局2011年7月24日の正午をもって放送終了し、デジタルテレビ放送に完全移行した。

## Jモバ三島MMH（廃止）

### 送信設備
| 周波数                                    | 放送局名      | 空中線 電力 | 実効輻射電力 | 放送区域                          | 放送区域 内世帯数 | 運用開始日     | 放送終了日     |
| ----------------------------------------- | ------------- | ----------- | ------------ | --------------------------------- | ----------------- | -------------- | -------------- |
| 214.714286MHz （VHF11chに相当する周波数） | Jモバ 三島MMH | 650W        | 2.4kW        | 静岡県、東京都、 神奈川県の各一部 | 約44万世帯        | 2013年 5月20日 | 2016年 6月30日 |

### 所在地
- 熱海市[19]

### 放送エリア
- 静岡県駿東郡清水町及び長泉町の全域並びに静岡県静岡市清水区、沼津市、熱海市、三島市、富士宮市、伊東市、富士市、御殿場市、裾野市、伊豆の国市、田方郡函南町、駿東郡小山町、東京都大島町、神奈川県横須賀市、平塚市、鎌倉市、藤沢市、茅ヶ崎市逗子市、三浦市、三浦郡葉山町、足柄下郡真鶴町及び湯河原町の各一部地域[20][21]

### 歴史
- 2013年
  - 2月14日 - 予備免許交付[20][22]
  - 3月14日 - 試験電波発射[23]
  - 5月15日 - 本免許交付[21][24]
  - 5月20日 - 本放送開始
- 2016年6月30日 - 放送終了に伴い廃止。

### 補足
- モバキャス終了後、2022年現在は携帯基地局となっている。

## 熱海網代テレビ中継局

### 送信設備概要
| リモコン 番号 | 放送局名            | チャンネル 番号 | 空中線 電力 | ERP  | 偏波面   | 放送対象地域 | 放送区域 内世帯数 | 運用開始日    |
| ------------- | ------------------- | --------------- | ----------- | ---- | -------- | ------------ | ----------------- | ------------- |
| 1             | NHK静岡 総合        | 40              | 300mW       | 4.1W | 水平偏波 | 静岡県       | 約2,100世帯       | 2011年3月8日  |
| 2             | NHK静岡 教育        | 13              | 300mW       | 4.1W | 水平偏波 | 全国         | 約2,100世帯       | 2011年3月8日  |
| 4             | SDT 静岡第一テレビ  | 42              | 300mW       | 7.9W | 水平偏波 | 静岡県       | 約2,300世帯       | 2011年8月29日 |
| 5             | SATV 静岡朝日テレビ | 44              | 300mW       | 7.9W | 水平偏波 | 静岡県       | 約2,300世帯       | 2011年8月29日 |
| 6             | SBS 静岡放送        | 39              | 300mW       | 4.8W | 水平偏波 | 静岡県       | 約2,300世帯       | 2011年8月29日 |
| 8             | SUT テレビ静岡      | 48              | 300mW       | 7.9W | 水平偏波 | 静岡県       | 約2,300世帯       | 2011年8月29日 |

#### 放送エリア
- 熱海市の一部[25][26][27][28]

#### 歴史
- NHK静岡（総合・教育）
  - 2011年2月3日 - 予備免許交付[25]
  - 2011年2月7日 - 試験放送開始
  - 2011年3月3日 - 本免許交付[26]
  - 2011年3月8日 - 本放送開始[5][29]
- 在静民放局（SBS・テレビ静岡・静岡朝日テレビ・静岡第一テレビ）
  - 2011年7月14日 - 予備免許交付
  - 2011年7月19日 - 試験放送開始[30][31]
  - 2011年8月23日 - 本免許交付[28]
  - 2011年8月29日 - 本放送開始[5]

#### 補足
- 三島テレビ中継局の鉄塔に熱海方向の送信アンテナを追加設置した。

## FM補完中継局

### 送信設備
| 放送局名     | 周波数 （MHz） | 空中線 電力 | 実効輻射電力 | 放送対象地域 | 放送区域内 世帯数 | 運用開始日    |
| ------------ | -------------- | ----------- | ------------ | ------------ | ----------------- | ------------- |
| SBS 静岡放送 | 90.1           | 100W        | 180W         | 静岡県       | -                 | 2017年12月1日 |

### 放送エリア
- 熱海、三島、沼津、裾野、伊豆の国、富士の6市と函南、清水、長泉の3町[32]。

### 歴史
- 2017年
  - 8月29日 - 予備免許交付[32]
  - 11月6日 - 試験電波発射開始[36]
  - 12月1日 - 本放送開始